# Seti I
Seti I a fost cel de-al doilea faraon al dinastiei a XIX-a a Egiptului, fiul lui Ramses I. Într-o campanie în Asia, Seti a condus în luptă trei divizii, însumând fiecare un număr de 60.000 de soldați. El a reocupat garnizoanele și orașele aflate în teritoriul Siriei și a readus Damascul sub control egiptean. De asemenea a încheiat o reconciliere cu regele hitit care a devenit între timp conducătorul unuia dintre cele mai puternice popoare din acea zonă. Seti I, împreună cu urmașul său Ramses al II-lea, au luptat în bătălia de la Kadesh. În templul de la Karnak el a dus la bun sfârșit dorința tatălui său de a transforma curtea dintre pilonul al doilea și al treilea într-o sală hypo.

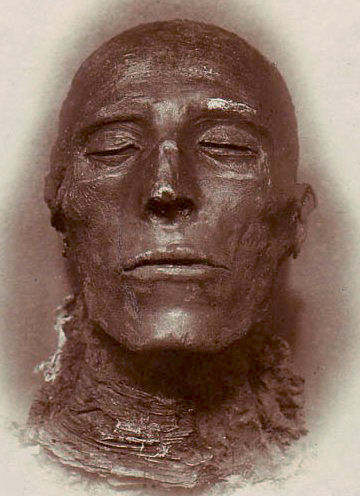
Mumia lui Seti I

Numele „Seti” înseamnă „al lui Set”, ceea ce indică faptul că a fost consacrat zeului Set (numit și „Sutekh” sau „Seth”). Ca și în cazul majorității faraonilor, Seti avea mai multe nume.  La ascensiune, el a luat prenomenul "mn-m3't-r' ", vocalizat de obicei în egipteană ca Menmaatre (Eternă este dreptatea lui Re). Mai cunoscutul său nomen, sau numele de naștere, este transliterat ca „sty mry-n-ptḥ” sau Sety Merenptah, adică „Omul din Set, iubit de Ptah”. Manetho l-a considerat în mod incorect a fi fondatorul celei de-a XIX-a dinastii și i-a oferit o durată de domnie de 55 de ani, deși nu s-a găsit vreo dovadă pentru o domnie atât de lungă.

## Domnia
Și-a construit un vast complex mortuar la Abydos, dar în cele din urmă a fost îngropat la Teba, în Valea Regilor. Aici, în Teba, și-a construit mormântul, săpând 300 m în piatră și devenind astfel cel mai adânc mormânt din zonă. Odată cu el au fost îngropați și 700 de Shabti. Acestea sunt statuete din piatră sau figurine din lemn, care trebuiau să îi țină de companie pe țărmul de dincolo de moarte, dar și să mulțumească zeii. Mormântul lui din Valea Regilor a fost vandalizat și trupul său a fost mutat la Deir el Bahri. În prezent mumia lui se află la Muzeul din Cairo. El a domnit timp de cel puțin 14 ani. Seti I nu a fost ucis de către amanta sa, sau de către altcineva din anturajul său, așa cum se spunea, ci a murit de bătrânețe.

## Mormântul KV17
Este cel mai minunat mormânt egiptean cunoscut. Descoperit în 1817,de către italianul Giovanni Battista Belzoni. Champollion însuși a luat și decorațiile de pe pereții mormântului KV17, decorații care sunt în prezent la muzeul Louvre. Tavanele camerelor mortuare sunt pictate, începând de la Seti I, cu ceea ce se cheamă Cartea Cerurilor, care descrie de asemenea călătoria soarelui în timpul celor 12 ore ale nopții. Tot începând cu Seti I apare Rugăciunea lui Ra, un lung imn către zeul soare. Când mormântul a fost jefuit, mumia sa a fost ascunsă alături de alte mumii ale faraonilor Regatului Nou, printre care și fiul și succesorul său, Ramses II. Au fost redescoperite in 1881.
| A XIX-a Dinastie Egipteană |        |                           |
| Predecesor Ramses I        | Seti I | Succesor Ramses al II-lea |